# Акебия
Акебия (лат. Akebia) — род двудольных растений, входящий в семейство Лардизабаловые (Lardizabalaceae). Родина акебии — Восточная Азия (Китай, Корея и Япония).
Представители рода — лазающие лианы, культивируемые обычно в садах как декоративные растения. Их фиолетовые или красновато-фиолетовые цветки собраны в соцветия и имеют лёгкий шоколадный запах. За это акебию часто называют «шоколадной лозой» (англ. chocolate vine).
Мякоть и кожица плодов (семян) съедобны, в Восточной Азии их употребляют в пищу. Весной в Японии едят побеги и почки акебии, осенью её семена употребляют в сыром виде, либо слегка обжаривают, предварительно начинив мисо и куриным фаршем. Из листьев заваривают напиток.

## Виды

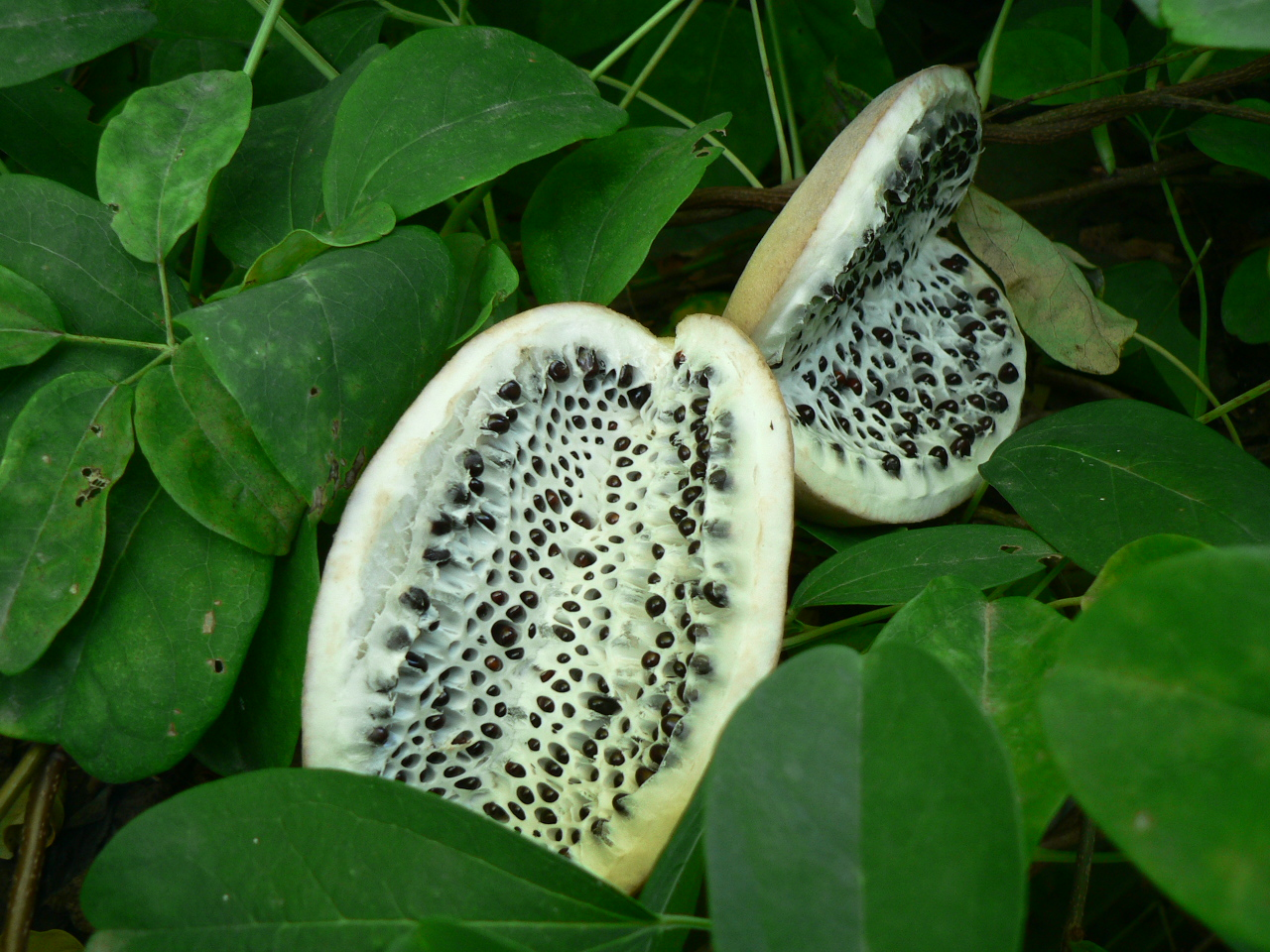
Плод акебии с семенами

По информации базы данных The Plant List, род включает 5 видов:
- Akebia chingshuiensis T.Shimizu
- Akebia longeracemosa Matsum.
- Akebia ×pentaphylla (Makino) Makino, гибрид Akebia trifoliata и Akebia quinata
- Akebia quinata (Houtt.) Decne. — Акебия пятерная
- Akebia trifoliata (Thunb.) Koidz.